# Кочкин, Михаил Андреевич
Михаи́л Андре́евич Ко́чкин (22 мая [4 июня] 1908, Кленовая, Вятская губерния — 6 ноября 1980, Ялта, Крымская область) — советский почвовед, доктор наук (1956), профессор (1961); Заслуженный деятель науки УССР (1962). Награждён орденом Октябрьской революции, двумя орденами «Знак почёта».

## Биография
Родился 22 мая (4 июня) 1908 в селе Кленовое (ныне — в Оричевском районе Кировской области).
В 1922—1928 годах работал по селам Урала и Западной Сибири. Как селькор газеты «Вятское село» 1928 года принят на рабфак при Вятском сельскохозяйственном техникуме. В 1930 году поступил в Вятский ветеринарно-зоотехнический институт, в 1932 году перевёлся в Горький.
В 1934 году окончил Горьковский сельскохозяйственный институт. В 1934—1937 годах проводил исследования почв Верхошижемского района Кировской области. В 1937—1941 годах работал в Казанском сельскохозяйственном институте — ассистентом, затем доцентом.
Участник Великой Отечественной войны — с 1941 по 1945 годы: окончил Центральную школу НКВД, был оперативным работником штаба армии, впоследствии — в СМЕРШ корпуса. В марте 1945 контужен, выбыл из действующих сил, за войну награждён 4 медалями.
В 1945—1948 годах работал в Крымском государственном заповеднике им. В. Куйбышева, в 1948—1956 — в Крымском филиале АН СССР (учёный секретарь); одновременно (1950—1951) преподавал в Крымском сельскохозяйственном институте.
В 1956—1958 годах работал в Украинском НИИ почвоведения, с 1958 по 1977 — директор Никитского ботанического сада в Ялте. В 1959 году организовал в саду почвенно-климатический отдел исследований.

## Научная деятельность
Проводил исследования по вопросам борьбы с водной эрозией почвы, генетического и агрономического почвоведения, рационального использования почв.
Подготовил 11 кандидатов и 3 докторов наук.

### Избранные труды
- Агропочвенные группы Крыма. — 1978.
- Почвы, леса и климат горного Крыма и пути их рационального использования / ВАСХНИЛ. — 1967.
- Исследования по физиологии, биохимии, цитологии, эмбриологии и радиологии растений. — 1970 (руководитель авторского коллектива).
- Изучение и внедрение в производство новых сортов плодовых, декоративных и технических растений. — 1977 (член редколлегии).

## Память
- Могила М. А. Кочкина, директора Никитского ботанического сада на кладбище посёлка Никита, объект культурного наследия регионального значения  Объект культурного наследия народов РФ регионального значения. Рег. № 911710901690005 (ЕГРОКН)